# Limnonectes khammonensis
Limnonectes khammonensis là một loài ếch trong họ Ranidae.
Nó được tìm thấy ở Lào và có thể cả Việt Nam. Tình trạng bảo tồn của nó hiện chưa đủ thông tin.